# Liste der Biografien/Nc
Liste der Biografien |
Portal Biografien |
Personensuche
# |
A |
B |
C |
D |
E |
F |
G |
H |
I |
J |
K |
L |
M |
N |
O |
P |
Q |
R |
S |
T |
U |
V |
W |
X |
Y |
Z |
?
 
Na |
Nb |
Nc |
Nd |
Ne |
Nf |
Ng |
Nh |
Ni |
Nj |
Nk |
Nl |
Nm |
Nn |
No |
Nr |
Ns |
Nt |
Nu |
Nv |
Nw |
Nx |
Ny |
Nz
Die Liste der Biografien führt alle Personen auf, die in der deutschsprachigen Wikipedia einen Artikel haben. Dieses ist eine Teilliste mit 8 Einträgen von Personen, deren Namen mit den Buchstaben „Nc“ beginnt.

## Nc

### Nca
- Ncala, Trevor (* 1964), eswatinischer Schwimmer
- Ncamiso Ndlovu, Louis (1945–2012), swasiländischer Ordensgeistlicher, römisch-katholischer Bischof von Manzini

### Nch
- Nchama, José Mba (* 1965), äquatorialguineischer Judoka
- Nchemba, Mwigulu (* 1975), tansanischer Politiker
- Nchout, Ajara (* 1993), kamerunische Fußballspielerin

### Nci
- Ncita, Welcome (* 1960), südafrikanischer Boxer im Superbantamgewicht

### Nco
- Ncogo, José (* 1980), äquatorialguineischer Fußballspieler

### Ncu
- Ncube, Pius Alick Mvundla (* 1946), simbabwischer Geistlicher, emeritierter römisch-katholischer Erzbischof von Bulawayo